# Patellifolia patellaris
Patellifolia patellaris é uma espécie de planta com flor pertencente à família Chenopodiaceae. 
A autoridade científica da espécie é (Moq.) A.J.Scott, Ford-Lloyd & J.T.Willi, tendo sido publicada em Taxon 26(2–3): 284. 1977.

## Portugal
Trata-se de uma espécie presente no território português, nomeadamente em Portugal Continental e no Arquipélago da Madeira.
Em termos de naturalidade é nativa das duas regiões atrás indicadas.

## Protecção
Não se encontra protegida por legislação portuguesa ou da Comunidade Europeia.